# Пухівка горбатодзьоба

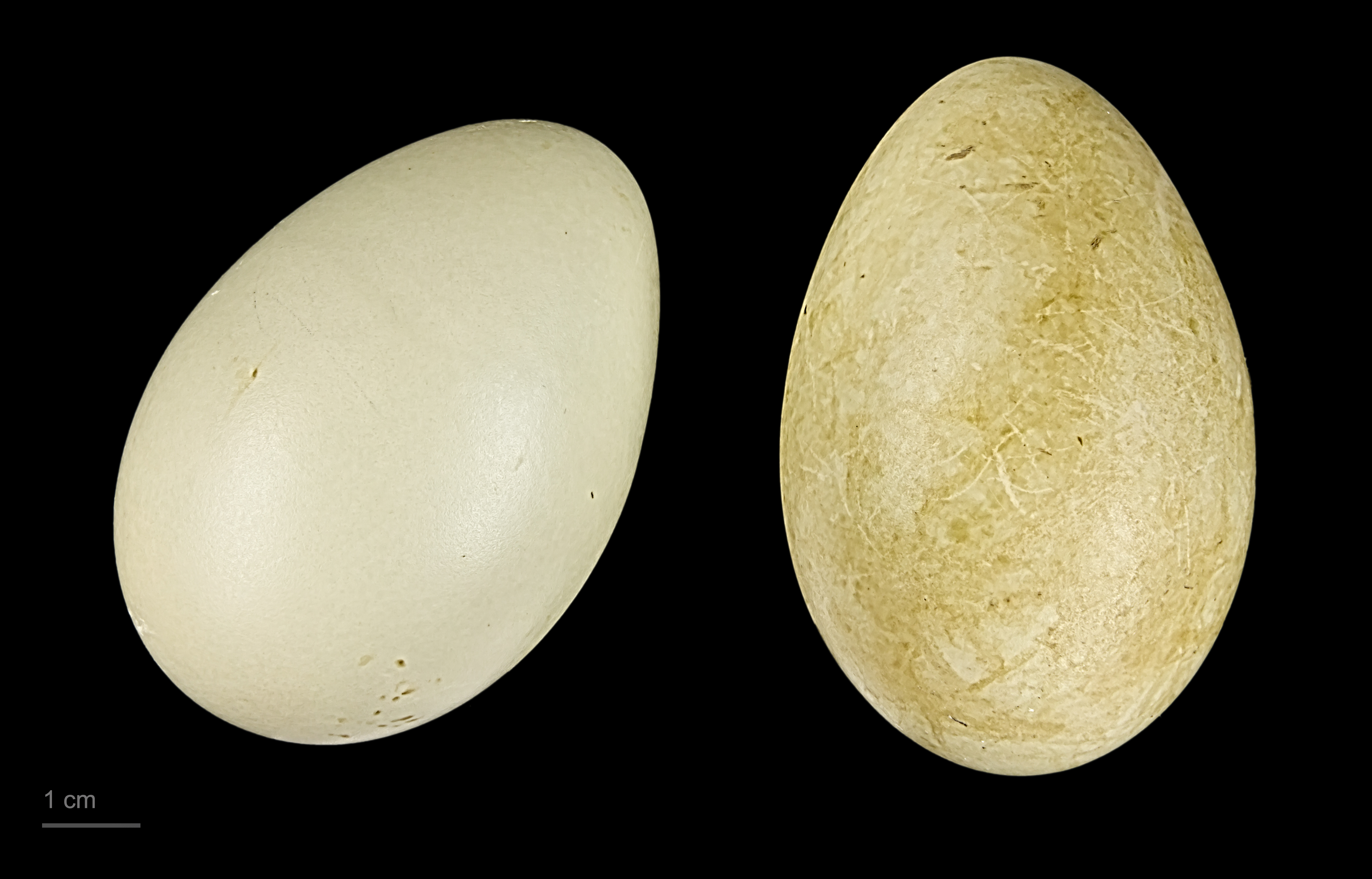
яйце Somateria spectabilis - Тулузький музей

Пухівка горбатодзьоба, або гага королівська (Somateria spectabilis) — велика морська качка, що гніздиться уздовж північного узбережжя північно-східної Європи, Північної Америки і Азії. Птах проводить більшу частину року у прибережних екосистемах високих широт, а для гніздування в червні-липні мігрує до тундри. Відкладає 4-7 яєць у гніздо на поверхні землі, вкрите травою.